# Unbyn
Unbyn – miejscowość (tätort) w Szwecji, w regionie administracyjnym (län) Norrbotten, w gminie Boden.
Według danych Szwedzkiego Urzędu Statystycznego liczba ludności wyniosła: 449 (31 grudnia 2015), 461 (31 grudnia 2018) i 446 (31 grudnia 2019).